# Ayuntamiento Viejo de Pezinok
El Ayuntamiento Viejo de Pezinok (en eslovaco: Stará radnica v Pezinku) es un edificio del renacimiento en el centro histórico de Pezinok. Se encuentra en la calle M. R. Štefánika número 1 y fue construida a mediados del siglo XVII en el sitio de los baños de la ciudad y la casa Weltz. En 1832 el edificio fue severamente dañado por un incendio que destruyó gran parte del archivo de la ciudad. El lado más ancho del edificio con tiendas está del lado de la Plaza del Ayuntamiento y parte del edificio también está del lado de la calle Potočná.

## Reconstruyendo
La reconstrucción completa del edificio comenzó en mayo de 2001. El edificio renovado fue inaugurado, el 4 de diciembre de 2002.

## Estado actual
Actualmente el edificio alberga restaurantes, bares, una tienda de vinos y un centro de información turística. También alberga el Museo de la Ciudad de Pezinok, un restaurante del mismo nombre con una cafetería más un bar y desde 2019 el antiguo salón de bodas del edificio se ha utilizado para las necesidades del Ayuntamiento así también el alcalde de Pezinok para pequeñas reuniones.